# Brasiliopuntia brasiliensis
Brasiliopuntia brasiliensis là một loài thực vật có hoa trong họ Cactaceae. Loài này được (Willd.) A.Berger mô tả khoa học đầu tiên năm 1926.
Loài cây này được tìm thấy ở Brazil, Paraguay, phía đông Bolivia, Peru và miền bắc Argentina, và đã du nhập Hoa Kỳ tại Florida..

## Hình ảnh

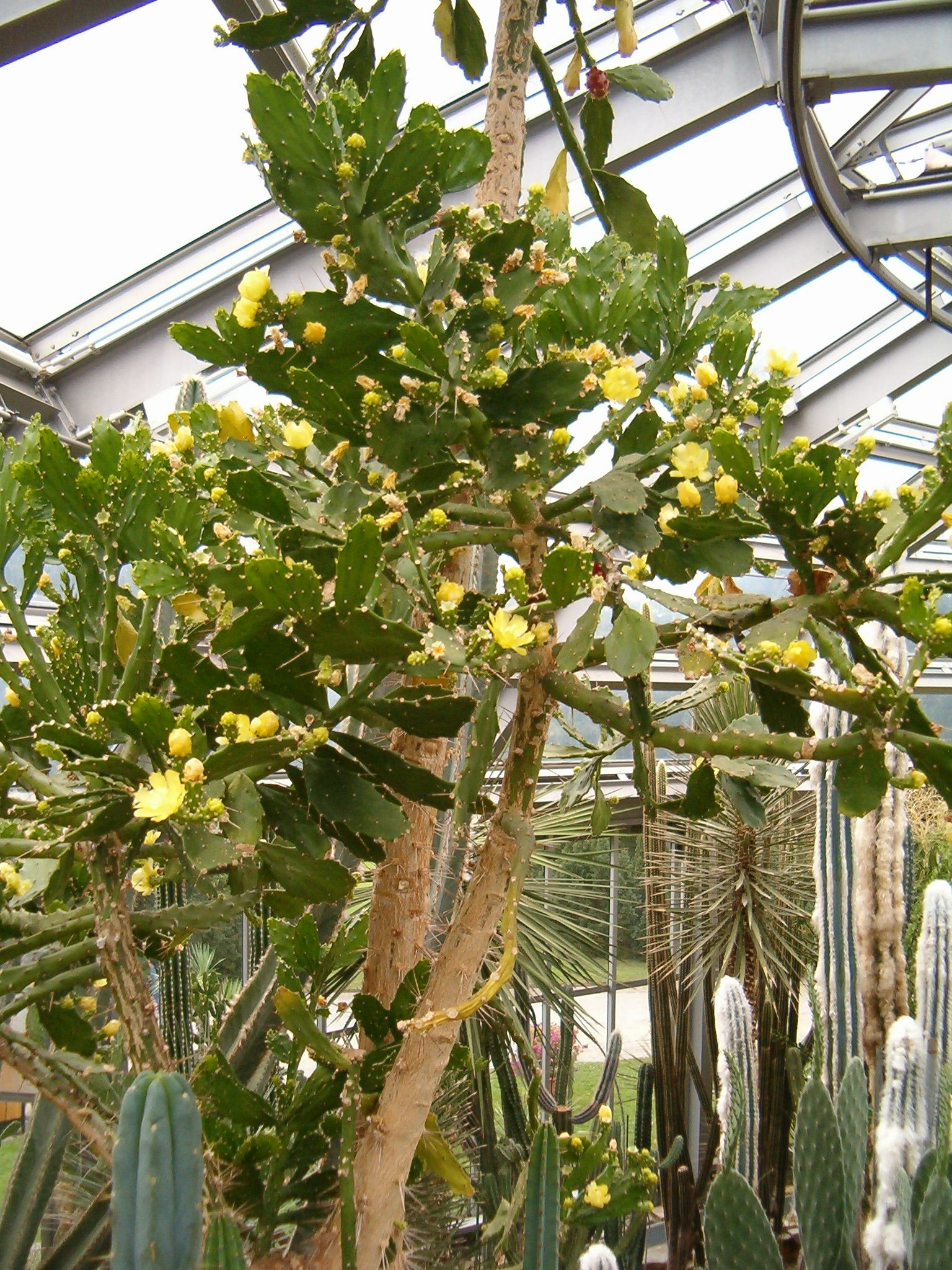
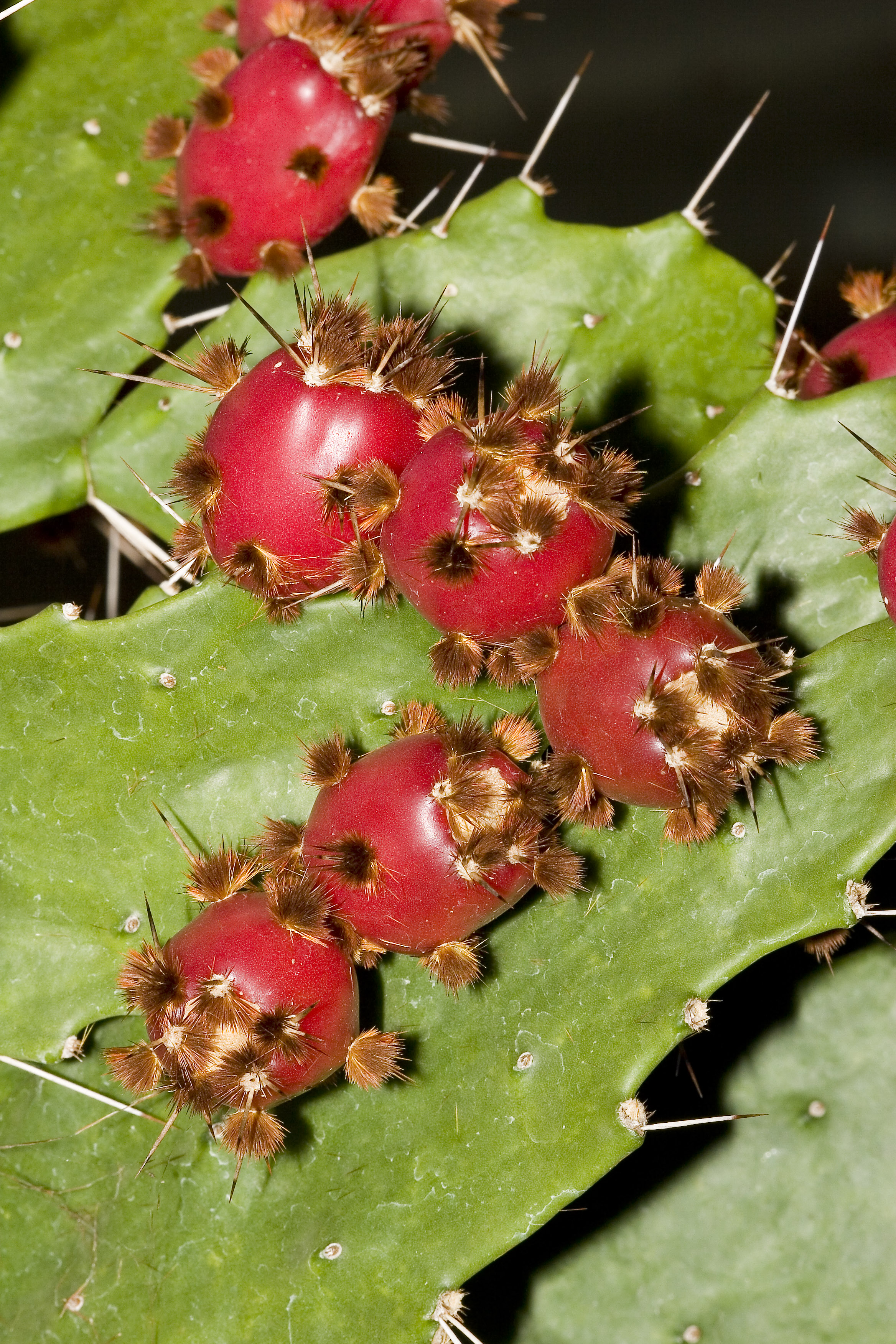
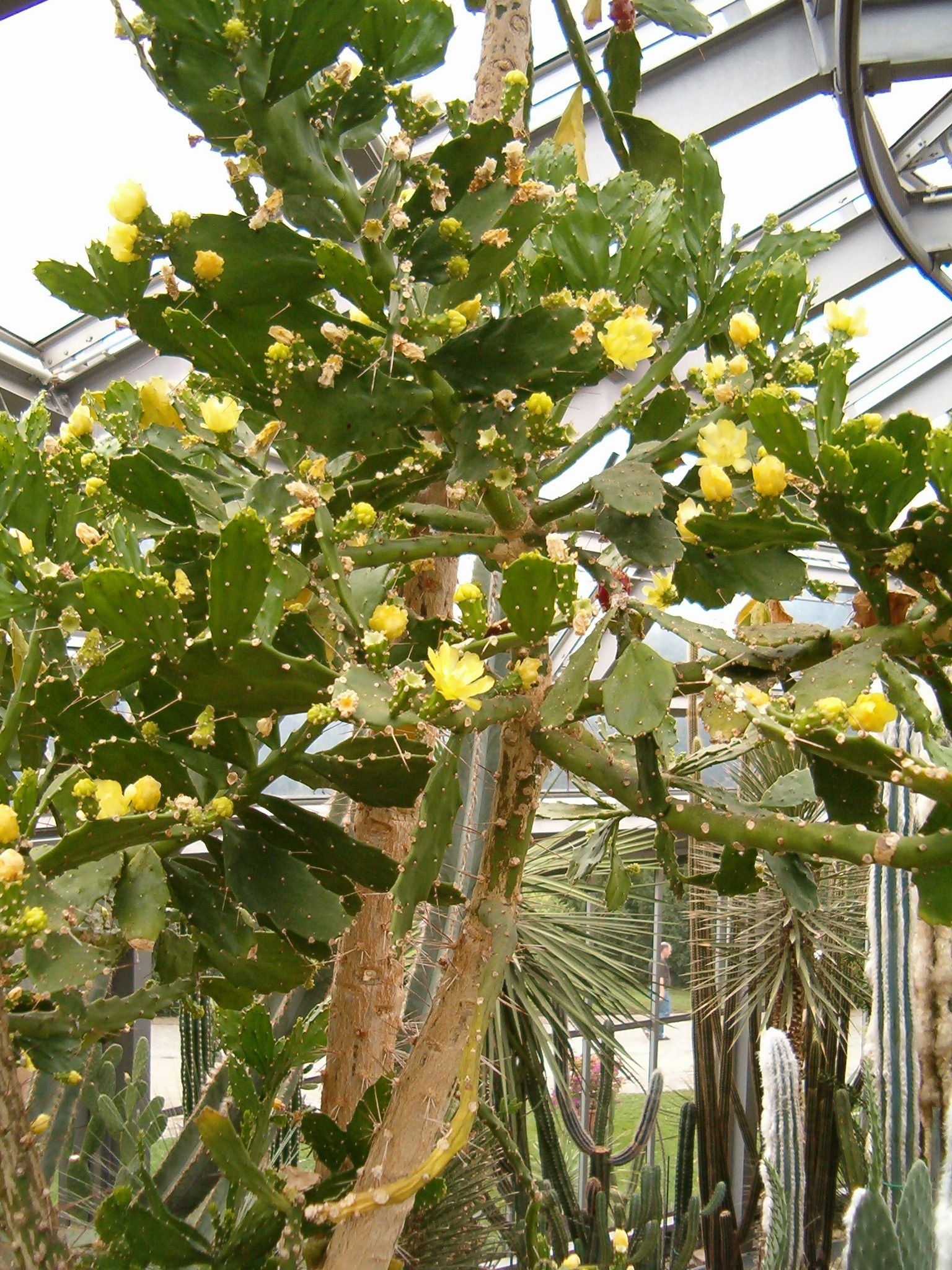
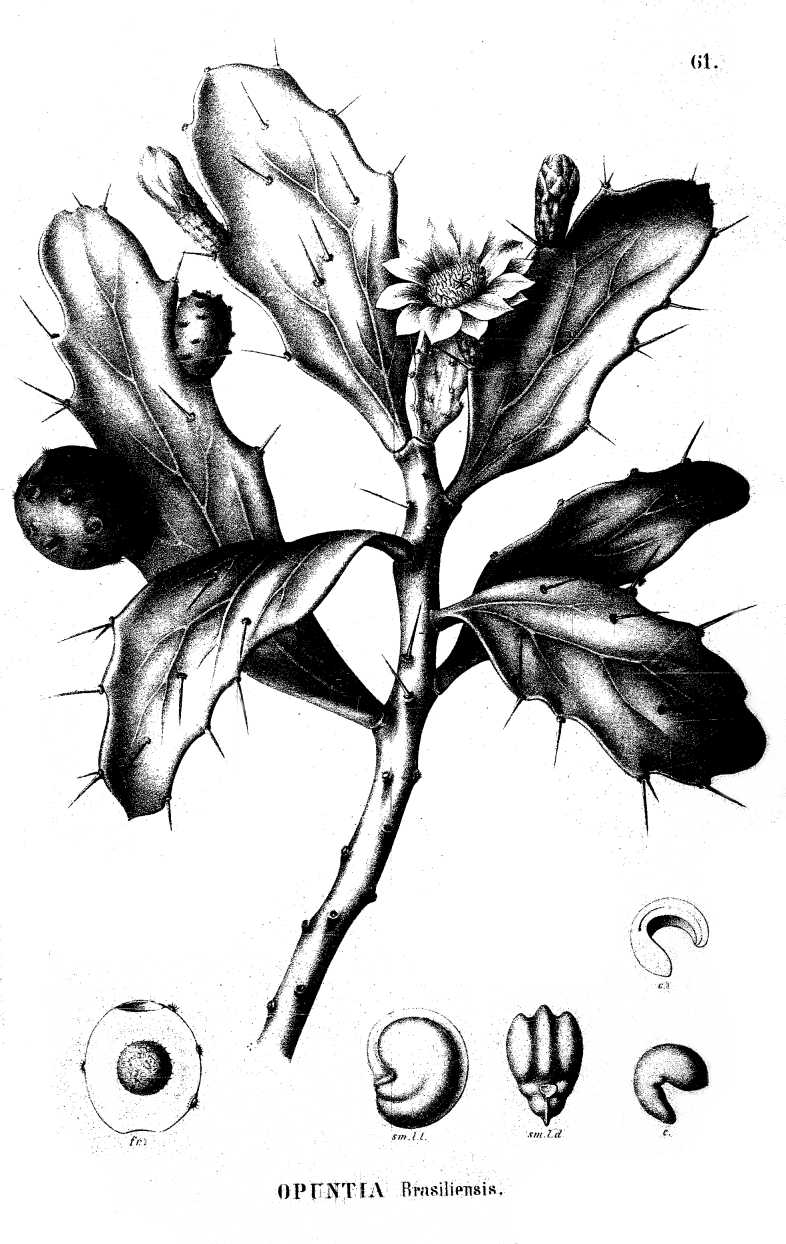
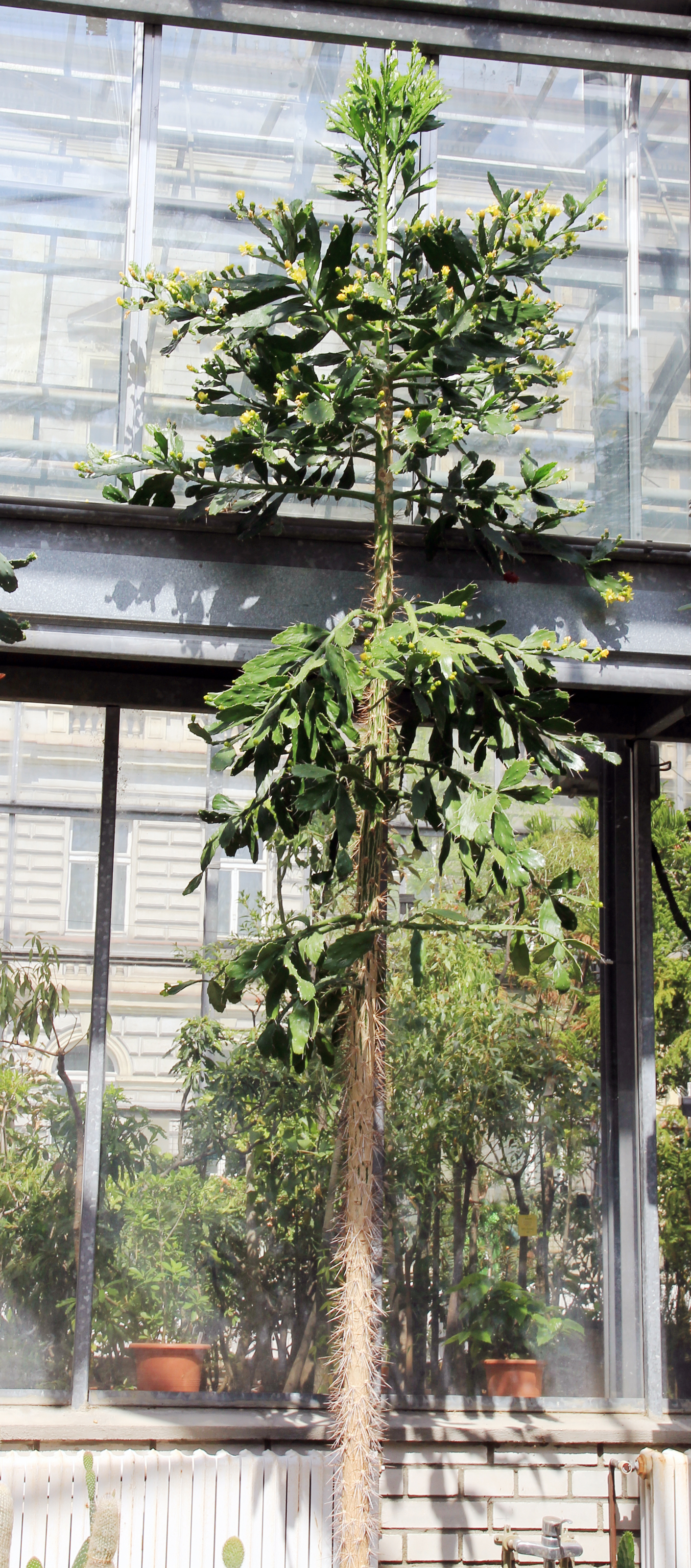
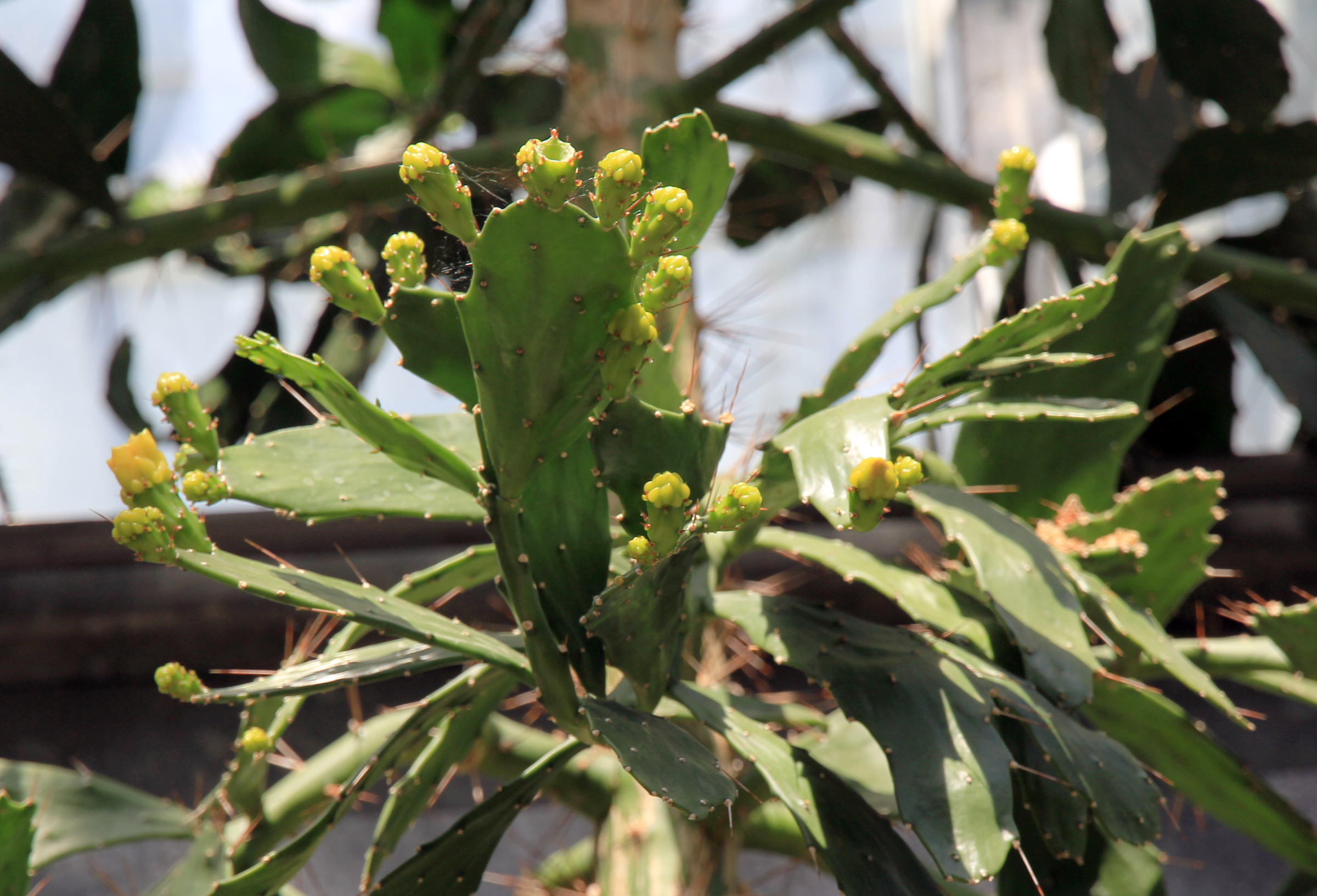
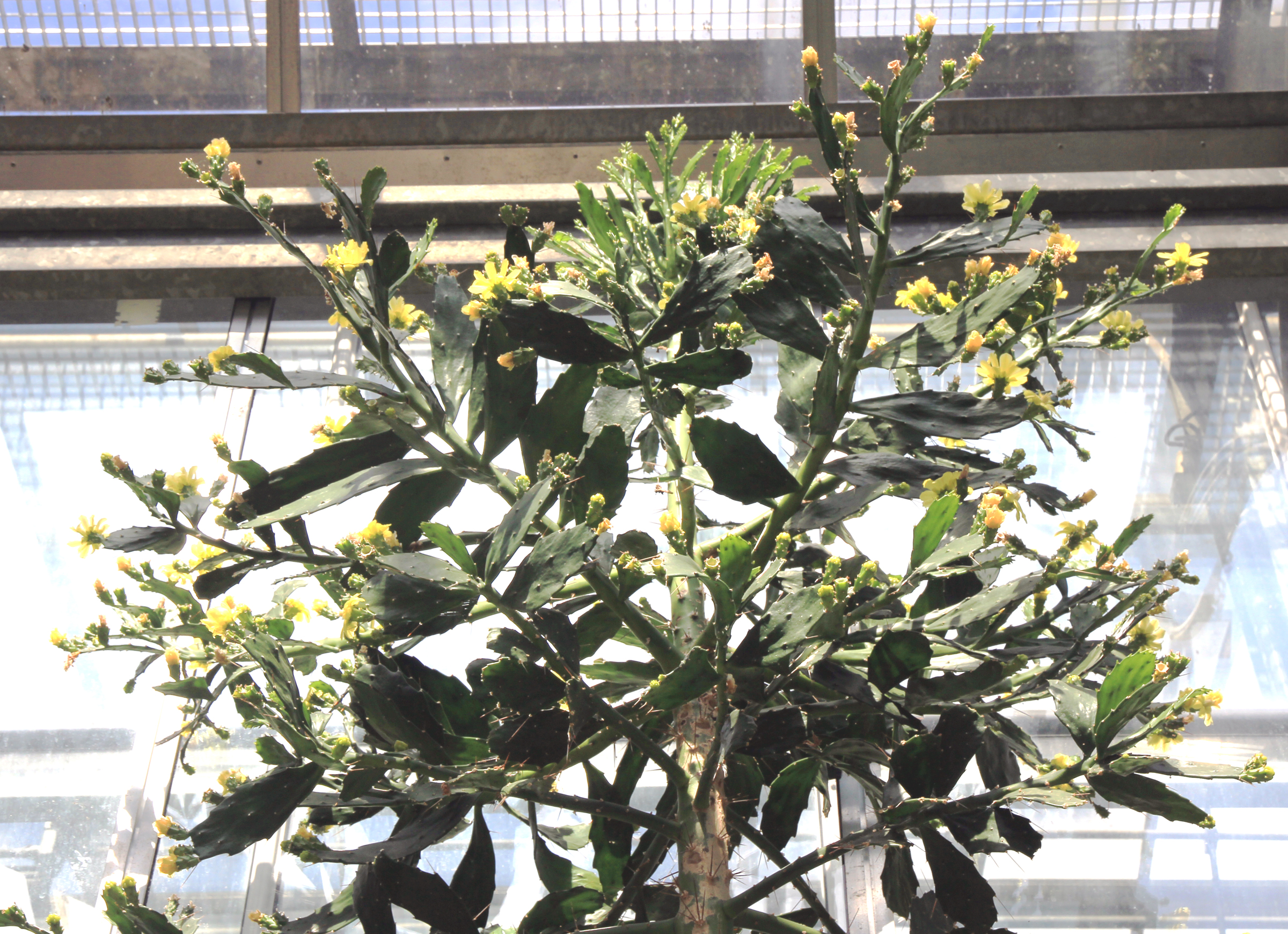

## Systematics
Brasiliopuntia brasiliensis từng được đặt trong chi Opuntia khi chi rất lớn là Cactus được chia tách. Các đặc trưng khác biệt của loài này dược Karl Schumann nhận ra năm 1898 khi ông tạo ra phân chi Brasiliopuntia trong phạm vi chi Opuntia. Năm 1926 Alwin Berger hoàn thành việc chia tách ra khỏi chi Opuntia bằng cách nâng cấp Brasiliopuntia thành chi. Trong quá khứ một loạt các loài đã được mô tả, nhưng hiện nay người ta chỉ coi chúng là các biến thể của B. brasiliensis.